# EPrix van Montréal
De ePrix van Montréal was een race uit het Formule E-kampioenschap. In 2017 maakte de race zijn debuut op de kalender als de elfde en twaalfde en tevens laatste races van het derde seizoen. De race werd gehouden op het Montreal Street Circuit.

## Geschiedenis
De eerste ePrix van Montréal werd gehouden over twee races op 29 en 30 juni 2017. De races werden respectievelijk gewonnen door ABT Schaeffler Audi Sport-coureur Lucas di Grassi en Techeetah-coureur Jean-Éric Vergne, die zijn eerste Formule E-overwinning behaalde. In de laatste race behaalde Di Grassi tevens zijn eerste Formule E-kampioenschap.
De race stond oorspronkelijk op de kalender voor het seizoen 2017-2018, maar deze editie werd geannuleerd omdat de kosten te hoog zouden zijn voor de belastingbetaler.

## Resultaten
| Editie | Seizoen   | Circuit  | Winnaar                                   | Tweede                                          | Derde                             | Pole position                                   | Snelste ronde                           |
| ------ | --------- | -------- | ----------------------------------------- | ----------------------------------------------- | --------------------------------- | ----------------------------------------------- | --------------------------------------- |
| 1      | 2016-2017 | Montréal | Lucas di Grassi ABT Schaeffler Audi Sport | Jean-Éric Vergne Techeetah                      | Stéphane Sarrazin Techeetah       | Lucas di Grassi ABT Schaeffler Audi Sport       | Loïc Duval Faraday Future Dragon Racing |
| 1      | 2016-2017 | Montréal | Jean-Éric Vergne Techeetah                | Felix Rosenqvist Mahindra Racing Formula E Team | José María López DS Virgin Racing | Felix Rosenqvist Mahindra Racing Formula E Team | Nicolas Prost Renault e.Dams            |